# Partenavia P.59 Jolly
El Partenavia P.59 Jolly fue un monoplano biplaza italiano de entrenamiento diseñado por Partenavia para cumplir con un requisitos de una competición del Aeroclub de Italia. 

## Diseño y desarrollo
El P.59 Jolly fue diseñado para ser el avión de entrenamiento estándar para los aeroclubes de Italia. El prototipo voló por primera vez el 2 de febrero de 1960 y era un monoplano de ala alta con un motor Continental de 71 kW (95 hp). Tenía un tren de aterrizaje convencional fijo y capacidad para dos tripulantes en una cabina cerrada. El avión fue posteriormente remotorizado con un Continental O-200 de 75 kW (100 hp) y la envergadura fue aumentada. La competición fue ganada por el Aviamilano P.19 Scricciolo, por lo que solo se completó el prototipo.

## Especificaciones
Referencia datos: Jane's All The World's Aircraft, 1961–62 pp.

### Características generales
- Tripulación: Dos (alumno e instructor)
- Longitud: 6,6 m (21,5 ft)
- Envergadura: 10,2 m (33,5 ft)
- Altura: 2,1 m (7 ft)
- Superficie alar: 15,2 m² (163,3 ft²)
- Perfil alar: NACA 4412
- Peso vacío: 507 kg (1117,4 lb)
- Peso cargado: 737 kg (1624,3 lb)
- Planta motriz: 1× motor bóxer de 4 cilindros refrigerado por aire Continental O-200.
  - Potencia: 74 kW (102 HP; 101 CV)
- Hélices: Sensenich M76 AK48 bipala de paso fijo
- Alargamiento: 6,9:1
- Capacidad de combustible: 100 L

### Rendimiento
- Velocidad máxima operativa (Vno): 197 km/h (122 MPH; 106 kt)
- Velocidad crucero (Vc): 168 km/h (104 MPH; 91 kt)
- Velocidad de entrada en pérdida (Vs): 60 km/h (37 MPH; 32 kt)
- Alcance: 800 km (432 nmi; 497 mi)
- Techo de vuelo: 3500 m (11 483 ft)
- Régimen de ascenso: 3,3 m/s (650 ft/min)

## Aeronaves relacionadas

### Secuencias de designación
- Secuencia P._ (interna de Partenavia): ← P.53 - P.55 - P.57 - P.59 - P.64 - P.66 - P.68 →